# Fracture de la clavicule
 (juin 2012).
Si vous disposez d'ouvrages ou d'articles de référence ou si vous connaissez des sites web de qualité traitant du thème abordé ici, merci de compléter l'article en donnant les références utiles à sa vérifiabilité et en les liant à la section « Notes et références ».
 Mise en garde médicale
La fracture de la clavicule est une fracture extrêmement fréquente intéressant environ 5 % des entrants aux urgences hospitalières[réf. nécessaire]. Elle a lieu le plus souvent à la jonction du tiers moyen et du tiers interne de la diaphyse. Elle peut survenir chez le nouveau-né à la suite d'un accouchement difficile (fracture obstétricale).

## Épidémiologie
Chez l'adulte, les fractures de clavicule représentent 2 à 5 % des fractures.
Les fractures du tiers moyen de l'os sont les plus fréquentes (70 à 80 %), suivies des lésions du tiers distal (15 à 25 %). Les fractures du tiers proximal sont plus rares (2 à 6 %).

## Signes
- Le patient a fait une chute sur le moignon de l'épaule. Plus rarement, traumatisme direct ou traumatisme du membre supérieur en extension rétropulsion ;
- Douleur aux mouvements du membre supérieur ;
- Œdème ;
- Lorsque l'œdème a cédé, le foyer de fracture peut être palpé sous la peau.

## Diagnostic
Il est radiographique affirmé par la radiographie de face. Idéalement il s'agit d'un cliché « clavicule de face » ascendant à 30° sur l'horizontale qui visualise mieux l'os et le foyer. Le fragment proximal est habituellement déplacé vers le haut en raison de la traction du muscle sterno-cléido-mastoïdien, le fragment distal étant attiré vers le bas par le poids de l'épaule et la traction du muscle deltoïde. Il se produit un raccourcissement par perte de l'arc boutant claviculaire avec un déplacement du moignon de l'épaule vers la ligne médiane.
D'un homme de 26 ans .

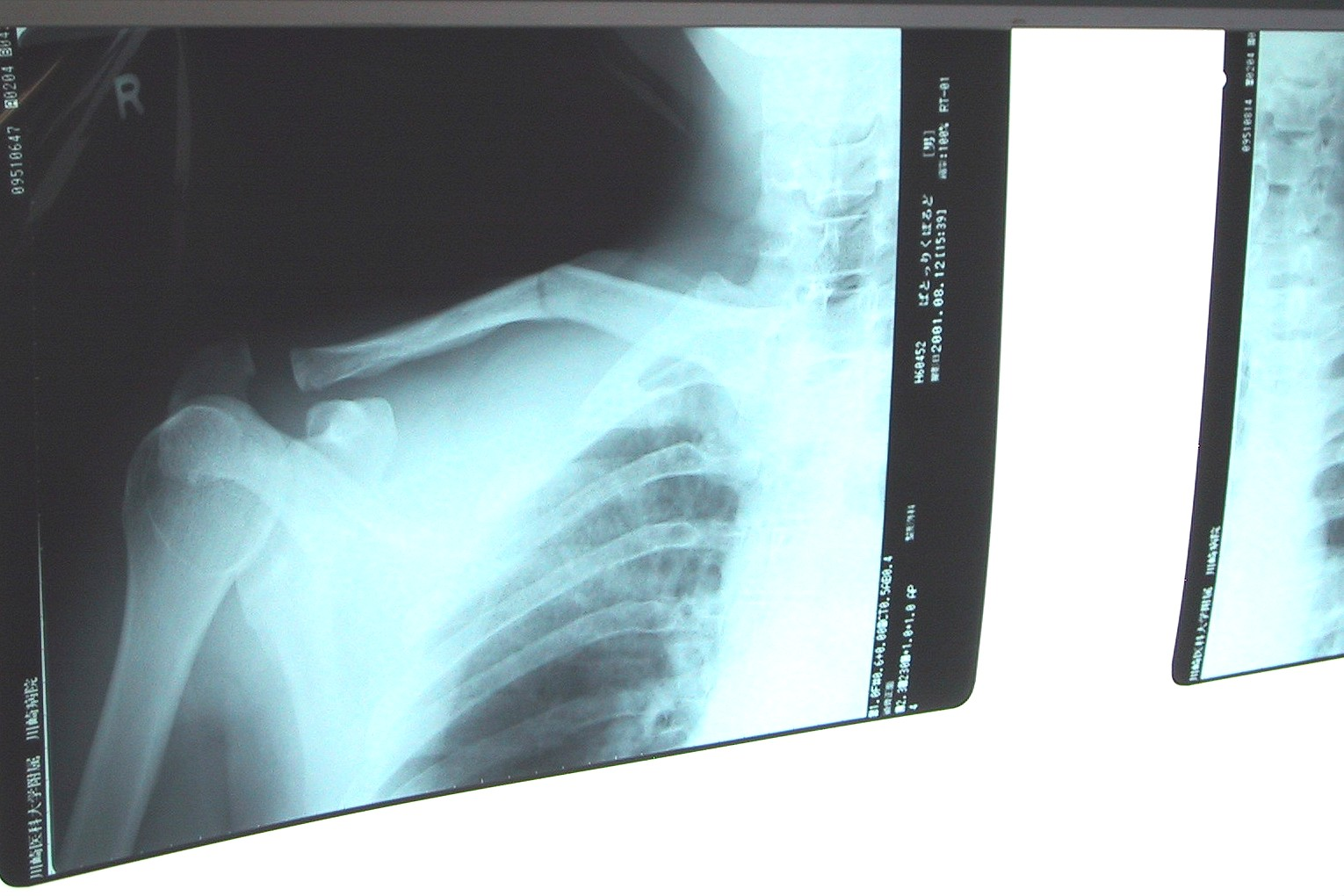
Radiographie d'une fracture de la clavicule droite.

Sc: banque photo institut québécoise de radiologie 

## Traitement
La majorité des fractures de clavicule peuvent être traitées de manière conservatrice, sans opération chirurgicale. L'immobilisation est surtout à visée antalgique, durant 2 semaines au maximum. ll n’existe pas de consensus quant à la méthode d’immobilisation à privilégier. Le bandage en huit n’a notamment pas montré de supériorité par rapport à une simple écharpe,.
Des radiographies sont réalisées au cours de l'immobilisation afin de vérifier la position et les progrès du cal osseux.
La chirurgie est très rarement indiquée, seulement dans les cas de fracture ouverte ou de fracture associée avec impaction du moignon de l'épaule chez un patient polytraumatisé avec retentissement respiratoire. Il s'agit alors d'une ostéosynthèse par plaque vissée, procédure qui est relativement dangereuse en raison de la proximité des éléments vasculaires et nerveux (vaisseaux sous claviers, plexus brachial). De plus, l'incision en regard de la clavicule laisse souvent des cicatrices disgracieuses.
La durée de consolidation est de 4 à 6 semaines chez l'adulte, éventuellement plus longue, elle est plus importante que chez l'enfant (3 semaines). Après 2 à 3 mois la clavicule retrouve une solidité proche de la normale mais retrouve ses qualités après 6 mois seulement.

## Complications
Elles sont rares :
En urgence, atteinte associée du plexus brachial, particulièrement lors d'un traumatisme indirect lors d'un accident de deux roues.
Atteinte vasculaire : avulsion ou rupture de l'artère sous-clavière avec hématome ou plaie sèche.
La non-consolidation ou pseudarthrose est rare : environ 1 % des cas, elle survient préférentiellement en cas de reprise prématurée de l'activité, en particulier conduite automobile. Elle est traitée chirurgicalement par ostéosynthèse avec greffe osseuse, il s'agit d'un traitement difficile car alors la consolidation peut être difficile à obtenir.

## Reprise des activités antérieures
La plupart des gens peuvent reprendre le sport :
- 97 % des personnes ayant eu une fracture du tiers moyen ;
- 86 % en cas de fracture distale[3].